# Факультет філології і журналістики Тернопільського національного педагогічного університету імені Володимира Гнатюка
Факультет філології і журналістики — структурний підрозділ Тернопільського національного педагогічного університету імені Володимира Гнатюка, створений у 2015 році.

## Історія
У 1940 році в Кременецькому вчительському інституті створений мовно-літературний факультет. У 1952—1953 роках інститут функціонував як педагогічний. У 1979 році, в Тернопільському педагогічному інституті започаткував свою діяльність філологічний факультет.
У 2015 р. філологічний факультет перейменовано на факультет філології і журналістики. Підготовка студентів здійснюється за трьома основними спеціальностями: „Середня освіта (Українська мова і література”), „Середня освіта (Польська мова і література)”, „Журналістика”. Сьогодні факультет філології і журналістики – один із найбільших у ТНПУ. Тут навчається понад 600 студентів денної та заочної форм навчання.

## Сучасність
Факультет здійснює підготовку фахівців за такими освітніми рівнями:
- бакалавр;
- магістр.

## Адміністрація факультету
Декани:
- Маткін В. В. (1979—1981)
- доктор філологічних наук, професор Гром’як Р.Т. (1982—1986)
- кандидат філологічних наук, доцент Грибчук І.С. (1986—1991)
- кандидат філологічних наук Буда В. А. (1991—2004)
- доктор філологічних наук, професор Ткачук М.П. (2004—2014)
- доктор філологічних наук, професор Вільчинська Тетяна Пилипівна (від 2014)[1].

## Підрозділи

### Катедра журналістики
Катедру журналістики створено 31 серпня 2005 року.
Завідувачі:
- кандидат філологічних наук, доцент Федоришин Петро Степанович (2005—2009)[2][3]
- доктор філологічних наук, професор Поплавська Наталія Миколаївна (від 2009)[4].

### Катедра української мови та методики її навчання
Відкриття в 1940 році Кременецького вчительського інституту і в його складі мовно-літературного факультету започаткувало викладання української мови у вишах Тернопілля. З 1952—1953 навчального року інститут функціонував як педагогічний. Розгорталася науково-методична робота. Проте в 1956 році українське відділення мовно-літературного факультету було розформовано.
Філологічний факультет відновлено в 1979 році, коли педінститут вже знаходився в Тернополі. У 1980 році створено катедру філологічних дисциплін, у 1981 році— окремі катедри української та російської мови.
У зв’язку зі зростанням кількості студентів збільшився кадровий склад катедри, до якої входило більше 30 викладачів. Це спричинило ще один поділ — на катедру українського та загального мовознавства та катедру методики викладання української мови і культури мовлення (1993). В 1998 році на факультеті створено катедру української мови.
У зв’язку з реорганізаціями на факультеті з липня 2014 року функціонує катедра української мови та методики її навчання.
Завідувачі:
- доктор педагогічних наук, професор Мельничайко В. Я. (1981—2003)
- доктор філологічних наук, професор Струганець Л. В. (2003—2020)
- кандидат філологічних наук, доцент Петришина Ольга Ігорівна (від 2020)[5].

### Катедра теорії і методики української та світової літератури
Катедра історії української літератури утворилася 1939 року в Кременецькому вчительському інституті. Відновилась у Тернопільському державному педагогічному інституті 1982 року.
Завідувачі
- професор Гром’як Р.Т.
- професор Ткачук М.П. (від 1993)[6].

### Катедра загального мовознавства і слов'янських мов
Катедра загального мовознавства і слов’янських мов створена у 2014 році в результаті реорганізації катедр на факультеті філології і журналістики. Катедра українського та загального мовознавства створена у 1993 році у результаті поділу катедри української мови.
Згодом, у 1997 році, з катедри українського та загального мовознавства виокремилася катедра рідної мови факультету підготовки вчителів початкових класів, а у 1998 році — катедра української мови філологічного факультету.
Завідувачі:
- професор Дмитро Бучко (до 2014)
- кандидат філологічних наук, доцент Бачинська Галина Василівна (від 2014).